# Іврі Гітліс
Іврі Гітліс (івр. עברי גיטליס; 22 серпня 1922, Хайфа — 24 грудня 2020, Париж) — ізраїльський скрипаль, посол доброї волі ЮНЕСКО.

## Біографія
Народився в єврейській родині, яка роком раніше перебралася до Палестини з Кам'янця-Подільського. За рекомендацією Броніслава Губермана вирушив для навчання в Паризьку консерваторію, займався під керівництвом Карла Флеша, Джордже Енеску та Жака Тібо.
1939 року перебрався до Англії, де провів роки Другої світової війни, дебютував з Лондонським філармонічним оркестром і зробив перші записи для BBC.
У 1951 році повернувся до Ізраїлю. 1955 року зробив перше світове турне. З кінця 1960-х років живе у Франції.
1990 року Гітліс отримав звання Посла доброї волі ЮНЕСКО.

## Творчість
Дружні зв'язки і спільні проекти об'єднували Гітліса з музикантами різних країн і напрямків. Бруно Мадерна присвятив йому п'єсу, яка так і називається «П'єса для Іврі» (англ. Piece for Ivry; 1971). У 1968 році Гітліс взяв участь у записі пісні Йоко Оно «Whole Lotta Yoko» в рамках проекту «Рок-н-рольний цирк Роллінг Стоунз».